# Geophilidae
Geophilidae (лат.) — семейство губоногих многоножек.

## Описание и распространение
Имеют более 33 пар коротких ног, длинное нитевидное тело (50—90 мм). Распространены всесветно, встречаются в различных наземных укрытиях и влажных местах. Питаются разнообразными мелкими членистоногими.
Количество сегментов, несущих ноги, варьирует от 29 до 125.
Могут вызывать мириаподиазис.

## Классификация
150 родов и более 560 видов с учётом включаемых в состав геофилид семейств Chilenophilidae (около 50 родов и более 100 видов), Sogonidae (Северная Америка) и Soniphilidae (Северная Америка и Ява).
- Роды Европы:[11] Acanthogeophilus, Arctogeophilus, Arenophilus, Bebekium, Bithyniphilus, Clinopodes, Eurygeophilus, Folkmanovius, Galliophilus, Geophilus, Gnathoribautia, Insigniporus, Nothogeophilus, Pachymerium, Photophilus, Pleurogeophilus, Tuoba

- Другие роды: Acanthogeophilus — Achilophilus — Algerophilus — Alloschizotaenia — Anadenophilus — Andineum — Anthronomalus — Apogeophilus — Aporophilus — Arctogeophilus — Arenophilus — Arthronomalans — Arthronomalus — Australiophilus — Aztecophilus — Aztekophilus — Barrophilus — Bebekium — Bithyniphilus — Bothrogeophilus — Brachygeophilus — Brachygonarea — Brasilophilus — Cephalodolichus — Chalandea — Chilenarea — Chilenophilus — Chilerium — Chomatophilus — Clinopodes — Cryotion — Cyphonychius — Dashhangelophilus — Dekanphilus — Dinogeophilus — Diphyonyx — Disargus — Dschangelophilus — Dyodesmophilus — Ecuadoron — Erithophilus — Eupachymerium — Euronesogeophilus — Eurygeophilus — Eurytion — Filipponus — Folkmanovius — Galliophilus — Garrina — Geomerinus — Geoperingueyia — Geophilus — Geoporophilus — Gnathomerium — Gnathoribautia — Gosipina — Harpacticellus — Honuaphilus — Hyphydrophilus — Insigniporus — Italophilus — Ketampa — Khroumiriophilus — Kurdistandus — Leptophilus — Lestophilus — Linotenia — Maoriella — Marsicomerus — Meinertia — Mesogeophilus — Mesoleptodon — Nabocodes — Nannocrix — Navajona — Nearia — Necrophloeophagus — Nesidiphilus — Nesogeophilus — Nicopus — Notadenophilus — Novaralius — Nuevona — Oligna — Onychopodogaster — Orinomerium — Orinomus — Orinophilus — Orpheocricus — Osmanophilus — Pachymerellus — Pachymerinus — Pachymerium — Pachymeroides — Pandineum — Pandinium — Peruphilus — Philacroterium — Philogeonus — Philosogus — Photophilus — Piestophilus — Plateurytion — Pleurogeophilus — Poabius — Polycricus — Polyechinogaster — Polygonarea — Poratocricus — Portoricona — Proschizotaenia — Purcellinus — Pycnona — Queenslandophilus — Ribautia — Schendyloides — Schizonampa — Schizonampus — Schizonium — Schizoribautia — Schizotaenia — Scnipaeus — Scnipoeus — Sepedonophilus — Simoleptus — Simophilus — Snipaeus — Snipoeus — Sogona — Steneurytion — Stenotaenia — Stylolaemus — Suturodes — Synerium — Taiyuna — Taschkentia — Tasmaniophilus — Tasmanophilus — Telocricus — Thylakiophilus — Timpina — Tretechthus — Tuoba — Turkophilus — Tweediphilus — Tylonyx — Watophilus — Zelanion — Zelanoides — Zelanophilus